# Conall mac Comgaill
Conall mac Comgaill foi rei de Dál Riata de aproximadamente 558 até 574.
Foi filho de Comgall mac Domangairt. Diz-se que deu Iona para São Columba. O Duan Albanach diz que ele reinou "sem divergências", mas há um relato nos Anais de Ulster de uma expedição de Conall e Colmán Bec mac Diarmato da Uí Néill do Sul até Iardoaman em 568. Um relato mais recente e menos confiável nos Anais dos Quatro Mestres diz: "A frota marítima foi trazida por Colman Beg, filho de Diarmaid, filho de Fearghus Cerrbheoil, e por Conall, filho de Comhgall, chefe da Dal Riada, até Sol (Seil) e Ile (Islay), e carregou muitos saques de guerra deles".
O Senchus fer n-Alban diz que Conall teve sete filhos: Loingsech, Nechtan, Artan, Tuathan, Tutio e Coirpe. Porém, Connad Cerr é considerado filho de Conall, e a morte Dúnchad, filho de Conall, foi registrada nos Anais de Ulster e nos Anais de Tigernach, comandando o exército dos filhos "de Gabrán" em Kintyre.